# خيوان (عمران)
خيوان هي إحدى قرى الجمهورية اليمنية. تتبع جغرافيا لمحافظة عمران وإداريًا لمديرية حوث. يبلغ تعداد سكانها 1628 نسمة حسب الإحصاء الذي أجري عام 2004.